# Domantas Sabonis

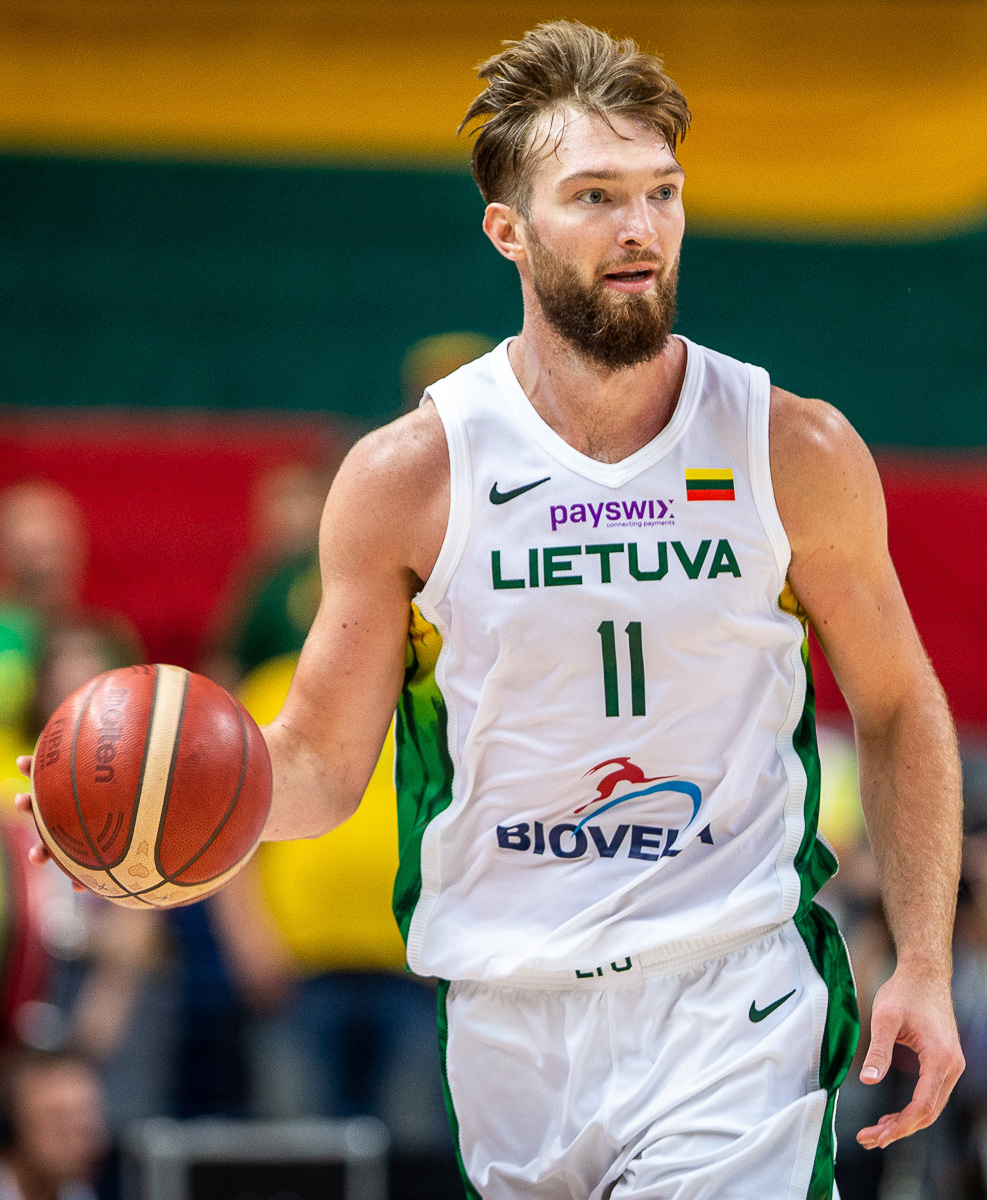
Domantas Sabonis, 2022.

Domantas Sabonis, född 3 maj 1996 i Portland, Oregon i USA, är en litauisk-amerikansk professionell basketspelare (C/PF) som spelar för Sacramento Kings i National Basketball Association (NBA). Han har tidigare spelat för Oklahoma City Thunder och Indiana Pacers.
Sabonis vann silvermedalj, tillsammans med det litauiska basketlandslaget, vid Europamästerskapet i basket för herrar 2015. Han var också med och spelade för Litauen vid de olympiska sommarspelen 2016.
Sabonis draftades av Orlando Magic i första rundan i 2016 års draft som elfte spelare totalt.
Innan han blev proffs studerade Sabonis vid Gonzaga University och spelade för deras idrottsförening Gonzaga Bulldogs.
Han är son till Arvydas Sabonis.